# Laurens van der Tang
Laurens van der Tang is een opiniemaker binnen de bevindelijk-gereformeerde gezindte en ouderling binnen de Gereformeerde Gemeenten in Nederland. Als zodanig schrijft hij in het Reformatorisch Dagblad en ook in het blad De Wachter Sions.
Hij volgde de HEAO aan de Hogeschool Arnhem en kwam in 1987 in dienst van het softwarebedrijf Baan Company. Vanaf 1990 was hij lid van de Raad van Bestuur, en van 2000-2003 president. Sinds 2006 is hij CEO van VitalHealth Software, een bedrijf dat software ontwikkelt voor de medische sector. Bovendien is hij als investeerder actief met Forward Enterprises, gericht op het bouwen van duurzame softwareondernemingen. Hij vervult daarnaast diverse bestuursfuncties in de reformatorische gezindte.